# Ville-Saint-Jacques
Ville-Saint-Jacques là một xã ở tỉnh Seine-et-Marne, thuộc vùng Île-de-France ở miền bắc nước Pháp.

## Dân số
Người dân ở Ville-Saint-Jacques được gọi là Saint-Jacquevillois.
Điều tra dân số năm 1999, xã này có dân số là 682.